# Rute, Bistrica pri Pliberku
Rute (nemško Ruttach-Schmelz) je naselje v Občini Bistrica pri Pliberku v Okraju Velikovec na Koroškem v Avstriji.